# 小関竜也
小関 竜也（おぜき たつや、1976年7月24日 - ）は、栃木県佐野市出身の元プロ野球選手（外野手）、コーチ、野球解説者。左投左打。2003年シーズン途中から2004年までの登録名は小関 竜弥（読み同じ）。2020年からは埼玉西武ライオンズのコーチを務める。
長女はアイドルグループ・カントリー・ガールズに所属していた小関舞。

## 来歴

### プロ入り前
実家は佐野市内にある佐野ラーメンの有名店「万里」。
国学院栃木高校では、エース投手兼主将兼四番打者を務めた。3年夏の県大会は3回戦で先発完投し、延長12回を14奪三振の力投も敗退。なお、同学年の控え投手は渡辺俊介（後に千葉ロッテマリーンズ）だった。

### 西武時代
慶應義塾大学への推薦入試を受けて不合格となり、1994年度プロ野球ドラフト会議にて西武ライオンズから2位指名を受けて投手として入団。入団後に打者へ転向。
1996年、10月4日の対近鉄バファローズ25回戦の8回裏に笘篠誠治への代打として一軍初出場を果たすが、同年中の出場はこの1試合のみだった。
1997年も1試合の出場に留まる。
1998年には104試合に出場し、同年のパシフィック・リーグ（パ・リーグ）最優秀新人に選出された（パ・リーグで入団4年目の新人王は小関が初で、2021年時点では唯一）。高卒でプロ入りした野手の受賞は2021年現在までで、パ・リーグでは小関が最後。
1999年は123試合の出場で打率.268、1本塁打、34打点、16盗塁を記録し、初めて規定打席に到達をした。
2002年には自身最高の打率.314を記録。松井稼頭央との不動の一・二番コンビを形成し、リーグ最多の43犠打を記録。自身初のリーグ優勝を経験した。読売ジャイアンツ（巨人）との日本シリーズ第2戦（10月27日、東京ドーム）では、1回表二死満塁で巨人・桑田真澄が二塁へ牽制球をした際、三塁走者だった小関はその隙をついて本塁を狙ったが、返球が早くアウトとなった。このチャンスを逃した西武は巨人打線に打ち込まれ、西武打線は桑田に抑えられ、チームはストレートの4連敗で日本シリーズ優勝を逃した。
2003年は、打率3割は逃したが、5三塁打とリーグ最多の32犠打を記録した。
2004年は赤田将吾や佐藤友亮が台頭したこともあり、レギュラーとして出場できず、90試合の出場に終わった。ただしリーグ優勝を決めたプレーオフ第二ステージの第5戦では、10回表の先頭打者で三瀬幸司から決勝点の口火を切る二塁打を放った。
2005年は、選手会長に就任し飛躍が期待されたが、開幕スタメンは前年台頭した赤田将吾や佐藤友亮に奪われる。4月2日の試合中に佐藤が負傷し長期離脱（9月に復帰）となったが、そのチャンスを生かせず47試合の出場に終わり、打率.198と低迷した。シーズン終了後に大幅減俸を提示された事もあり、メジャーリーグへの挑戦を申し出た結果、西武は小関を功労者であるとして自由契約とした。

### メジャー挑戦
2006年2月8日、守備および送球の良さを買われ、ミルウォーキー・ブルワーズとマイナー契約。メジャー昇格を目指していたが、4月13日に球団のマイナー選手の外国人枠が埋まっていることが判明。その後の交渉も不調で残留は困難と判明。2日後の4月15日、巨人の入団テストを受けて合格。

### 巨人時代
2006年に、「打者走者以外の塁空過で打者の本塁打が取り消される」というNPB史上初の珍事を演じている（→幻の本塁打一覧）。6月11日に行われたセ・パ交流戦の千葉ロッテマリーンズ戦（千葉マリンスタジアム）の3回表、二死一塁でロッテ・渡辺俊介から李承燁が打球を右翼側外野スタンドに直接叩き込んだが、プレイ再開後にロッテ・今江敏晃が一塁走者だった小関の三塁空過をアピール。これが三塁塁審の西本欣司に受け入れられて小関はアウトになった。既に二死だったため、李の得点は認められず、従って本塁打も取り消された。李には単打が記録された。
この件に関して、後の2009年5月26日に放送された『斉藤一美 うるわしの夜』（文化放送）に出演した際に、本人は「踏んでないわけない。踏まないなら変な感触がある」「フジテレビにはベースを踏んだ映像が残っている」「（その時の審判を）今でも許せない。死ぬまで許せない」「今はインターネットがあるのでいつまでも残ってしまう」「清武英利代表が『小関は踏んだ』ということをアピールしてくれてうれしかった」と語っている。この年の巨人は故障者が続出し、小関も入団後は出場機会があったが、打率.258で本塁打0に終わり、救世主とはならなかった。
なお、小関は西武時代にも1999年6月25日の福岡ダイエーホークス戦でも三塁を空過してアウトになっている。
2007年は若手選手が台頭したこともあり、二軍でも出場機会が得られないまま戦力外通告を受ける。同年の12球団合同トライアウトで2本塁打を打ち、横浜ベイスターズへの入団が決定。石井琢朗は、正式な球団発表の前に小関からの「よろしくお願いします」という旨の電話があったことを自身のブログで明かしている。石井は小関と同郷であり、自主トレを一緒に行うなど親交がある。

### 横浜時代
2008年は開幕戦に先発出場し、開幕から4試合連続で複数安打（その内1試合は猛打賞）を記録するなど絶好調であったが、5月に入り失速。その後は主に左の代打として起用された。8月半ばに登録を抹消されるとその後の一軍出場はなかった。10月1日に戦力外通告を受ける。守備では無失策を記録し、持ち味は発揮していた。

### 横浜退団後
2009年は2度目のメジャーリーグ挑戦を目指し、3月にコロラド・ロッキーズのトライアウトを受けるが不合格。4月14日に現役引退を発表。

### 引退後

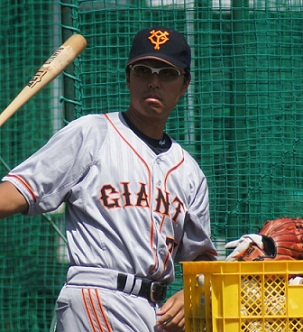
巨人コーチ時代

引退後は野球評論家としてJ SPORTSで解説を務めた（ただし、解説者としての初仕事は「NACK5 SUNDAY LIONS」のゲスト解説）。
2011年から2016年は古巣巨人の二軍外野守備走塁コーチ。2017年からは二軍打撃コーチを務め、2018年をもって退団。
2019年からは西武OBとしてフジテレビTWOとテレ玉の野球解説者に復帰した。
2020年からは西武の一軍外野守備走塁コーチを担当。背番号は79。2022年からはファーム野手総合兼打撃コーチに異動。同年はファーム監督の西口文也が新型コロナ陽性になった関係で、7月14日から25日まで監督代行を務めた。2024年からはファーム野手総合コーチに役職が変更となった。肩書は総合コーチであるが、2023年より三軍の対外試合の際には、小関が監督扱いでベンチ入りしている。
この他にも、古巣埼玉西武ライオンズの社会貢献活動あるいは講演活動に協力し、埼玉県内の小・中学校で自身の経験を基にした講演等を行っている。
2025年1月1日付でファーム野手総合コーチからファーム監督に役職を変更。同年3月27日のイースタン・リーグの横浜DeNAベイスターズ戦で5分を超える異議申し立てによる遅延行為により退場処分となり、翌28日に厳重注意と制裁金5万円の処分を受けた。

## 選手としての特徴
西武時代は走攻守揃った選手として3度のリーグ優勝を経験し、レギュラーの右翼手だった頃は、守備範囲が非常に広いことも特徴であり、右翼手でありながら中堅手よりも多くの打球を処理していた。それでいて失策も極めて少なかった。それを示すデータとして、2013年5月25日に聖澤諒に破られるまでは、パ・リーグの外野手の連続無失策記録（658、プロ入り時から2000年9月6日のロッテ戦まで）を保持していた事があげられる。
盗塁を積極的に試みる事が多く、盗塁数が二桁を越える年も多かったが、成功率に課題があり、その分盗塁刺も多かった。特に2002年は28回企画し、15回成功で12回失敗を記録しており、同年のリーグ最多を記録した。

## 登場曲について
西武時代、西武ライオンズ球場がドーム化され西武ドームとなるのに合わせ、各選手が打席に入る際やイニング間の投球練習の間に流すテーマ曲を決めることになった。小関は『レッツゴー!ライオンズ』（TBS）内でファンからテーマ曲のアイディアを公募し、その結果テレビドラマ『太陽にほえろ!』で劇中曲として使われた『ジーパン刑事のテーマ』（青春のテーマ）を使用することを決めた。
ところがある時期から一部の西武ファンが、小関が打席に入る際、場内で流れる同曲のリズムに合わせて小関コールを入れるようになり、これが後にホームのみならずビジターゲームでも応援団がトランペットで演奏するようにまでなった。
小関は巨人移籍後も同曲をテーマ曲に選曲。ファン・応援団による小関コールも西武時代同様に行われた。しかし巨人に在籍した2年間は出場機会に恵まれず、特に2007年シーズンは出場が僅か5試合。東京ドームで同曲が流れたのは僅か2回だけであった。
12球団合同トライアウトを経て横浜へ移籍。ここでも小関は「自分のテーマ曲として定着しているし、あの曲で横浜を盛り上げたい」と、再び同曲をテーマ曲に選んだ。
2009年には西武・星秀和が、小関本人に直接許可をもらって使用していた。

## 詳細情報

### 年度別打撃成績
| 年 度      | 球 団      | 試 合 | 打 席 | 打 数 | 得 点 | 安 打 | 二 塁 打 | 三 塁 打 | 本 塁 打 | 塁 打 | 打 点 | 盗 塁 | 盗 塁 死 | 犠 打 | 犠 飛 | 四 球 | 敬 遠 | 死 球 | 三 振 | 併 殺 打 | 打 率 | 出 塁 率 | 長 打 率 | O P S |
| ---------- | ---------- | ----- | ----- | ----- | ----- | ----- | -------- | -------- | -------- | ----- | ----- | ----- | -------- | ----- | ----- | ----- | ----- | ----- | ----- | -------- | ----- | -------- | -------- | ----- |
| 1996       | 西武       | 1     | 1     | 1     | 0     | 0     | 0        | 0        | 0        | 0     | 0     | 0     | 0        | 0     | 0     | 0     | 0     | 0     | 1     | 0        | .000  | .000     | .000     | .000  |
| 1997       | 西武       | 1     | 0     | 0     | 0     | 0     | 0        | 0        | 0        | 0     | 0     | 0     | 0        | 0     | 0     | 0     | 0     | 0     | 0     | 0        | ----  | ----     | ----     | ----  |
| 1998       | 西武       | 104   | 387   | 322   | 44    | 91    | 11       | 4        | 3        | 119   | 24    | 15    | 10       | 27    | 0     | 33    | 1     | 5     | 37    | 2        | .283  | .358     | .370     | .728  |
| 1999       | 西武       | 123   | 464   | 373   | 46    | 100   | 9        | 4        | 1        | 120   | 34    | 16    | 8        | 32    | 2     | 46    | 0     | 11    | 53    | 6        | .268  | .368     | .322     | .690  |
| 2000       | 西武       | 125   | 417   | 340   | 50    | 89    | 11       | 4        | 1        | 111   | 32    | 7     | 5        | 23    | 4     | 43    | 1     | 7     | 54    | 1        | .262  | .353     | .326     | .679  |
| 2001       | 西武       | 133   | 495   | 407   | 40    | 114   | 17       | 4        | 3        | 148   | 38    | 17    | 6        | 32    | 2     | 46    | 1     | 8     | 37    | 2        | .280  | .363     | .364     | .726  |
| 2002       | 西武       | 135   | 569   | 487   | 59    | 153   | 35       | 1        | 4        | 202   | 50    | 15    | 12       | 43    | 4     | 25    | 0     | 10    | 59    | 1        | .314  | .357     | .415     | .772  |
| 2003       | 西武       | 113   | 457   | 397   | 48    | 111   | 12       | 5        | 1        | 136   | 33    | 9     | 3        | 32    | 3     | 21    | 0     | 4     | 38    | 7        | .280  | .320     | .343     | .663  |
| 2004       | 西武       | 90    | 328   | 286   | 43    | 77    | 13       | 2        | 3        | 103   | 32    | 1     | 3        | 11    | 2     | 24    | 0     | 5     | 29    | 5        | .269  | .334     | .360     | .695  |
| 2005       | 西武       | 47    | 104   | 86    | 10    | 17    | 3        | 1        | 0        | 22    | 1     | 0     | 0        | 6     | 0     | 8     | 0     | 4     | 16    | 1        | .198  | .296     | .256     | .552  |
| 2006       | 巨人       | 56    | 137   | 128   | 8     | 33    | 4        | 2        | 0        | 41    | 10    | 3     | 0        | 4     | 0     | 4     | 0     | 1     | 15    | 1        | .258  | .286     | .320     | .606  |
| 2007       | 巨人       | 5     | 4     | 4     | 2     | 1     | 0        | 0        | 1        | 4     | 2     | 0     | 0        | 0     | 0     | 0     | 0     | 0     | 1     | 0        | .250  | .250     | 1.000    | 1.250 |
| 2008       | 横浜       | 49    | 103   | 93    | 9     | 20    | 1        | 0        | 1        | 24    | 3     | 0     | 1        | 1     | 0     | 8     | 2     | 1     | 11    | 1        | .215  | .284     | .258     | .542  |
| 通算：13年 | 通算：13年 | 982   | 3466  | 2924  | 359   | 806   | 116      | 27       | 18       | 1030  | 259   | 83    | 48       | 211   | 17    | 258   | 5     | 56    | 351   | 27       | .276  | .344     | .352     | .696  |

- 各年度の太字はリーグ最高

### 年度別守備成績
| 年 度 | 球 団 | 外野  | 外野  | 外野  | 外野  | 外野  | 外野     |
| 年 度 | 球 団 | 試 合 | 刺 殺 | 補 殺 | 失 策 | 併 殺 | 守 備 率 |
| ----- | ----- | ----- | ----- | ----- | ----- | ----- | -------- |
| 1997  | 西武  | 1     | 0     | 0     | 0     | 0     | ----     |
| 1998  | 西武  | 103   | 213   | 7     | 0     | 3     | 1.000    |
| 1999  | 西武  | 122   | 250   | 4     | 0     | 0     | 1.000    |
| 2000  | 西武  | 116   | 224   | 3     | 1     | 0     | .994     |
| 2001  | 西武  | 130   | 204   | 3     | 1     | 1     | .995     |
| 2002  | 西武  | 135   | 270   | 2     | 1     | 0     | .996     |
| 2003  | 西武  | 109   | 215   | 4     | 3     | 0     | .986     |
| 2004  | 西武  | 79    | 115   | 2     | 1     | 0     | .992     |
| 2005  | 西武  | 32    | 36    | 0     | 1     | 0     | .973     |
| 2006  | 巨人  | 40    | 44    | 0     | 1     | 0     | .978     |
| 2007  | 巨人  | 3     | 0     | 0     | 0     | 0     | ----     |
| 2008  | 横浜  | 29    | 37    | 0     | 0     | 0     | 1.000    |
| 通算  | 通算  | 899   | 1608  | 25    | 9     | 4     | .995     |

- 太字年はゴールデングラブ賞受賞年

### 表彰
- 新人王（パ・リーグ、1998年）
- ベストナイン：1回（外野手部門：2002年）
- ゴールデングラブ賞：1回（外野手部門：2002年）

### 記録
初記録
- 初出場：1996年10月4日、対近鉄バファローズ25回戦（西武ライオンズ球場）、8回裏に笘篠誠治の代打として出場
- 初打席：同上、8回裏に佐野重樹から三振
- 初安打：1998年4月8日、対福岡ダイエーホークス2回戦（福岡ドーム）、2回表に山崎慎太郎から左前安打
- 初打点：1998年4月19日、対福岡ダイエーホークス4回戦（西武ドーム）、6回裏に吉武真太郎から左翼へ適時二塁打
- 初盗塁：1998年4月21日、対オリックス・ブルーウェーブ1回戦（鹿児島県立鴨池野球場）、5回表に二盗（投手：伊藤隆偉、捕手：日高剛）
- 初犠打：1998年4月22日、対オリックス・ブルーウェーブ2回戦（鹿児島県立鴨池野球場）、2回表に星野伸之から一塁前犠打
- 初本塁打：同上、8回表に戎信行から右越2ラン

節目の記録
- 200犠打：2004年8月28日、対福岡ダイエーホークス23回戦（西武ドーム）、1回裏に新垣渚から捕手前犠打 ※史上26人目

### 背番号
- 51（1995年 - 1999年）
- 31（2000年 - 2005年、2007年）
- 49（2006年）
- 0（2008年）
- 74（2011年 - 2017年）
- 84（2018年）
- 79（2020年[9] - ）

西武時代、背番号・守備位置が同じだったイチローと比較されるのを嫌ったために、背番号を51から31へ変更した。小関自身が、かつて背番号31をつけていた掛布雅之と前田智徳を好きな選手として挙げている事もその理由の一つである（ただし、小関の引退後のことだが、そのイチローも後にニューヨーク・ヤンキースで背番号31をつけている）。巨人に移籍した2006年は背番号49だったが、2007年に再び愛着ある背番号31へ変更した。

### 登録名
- 小関 竜也（おぜき たつや、1995年 - 2003年8月13日、2005年 - ）
- 小関 竜弥（おぜき たつや、2003年8月14日 - 2004年）

## 関連情報

### 評論家時代の出演番組
- 野球好きニュース（J SPORTS）
- J SPORTS STADIUM（J SPORTS）
- メジャーリーグ中継 (J SPORTS)
- 鎌スタラジオ（インターネットラジオ）

### ドラマ出演
- ドリーム☆アゲイン - 主人公・小木駿介に代打される。